# Pseudoseptis jalapa
Pseudoseptis jalapa là một loài bướm đêm trong họ Noctuidae.